# 薫田大二郎
薫田 大二郎（くんだ だいじろう、1945年4月26日 - ）は、岐阜県出身の実業家。Jリーグ・FC岐阜前代表取締役社長で現在は会長。

## 来歴
1970年に岐阜県庁に入庁。県理事や岐阜市助役などを歴任した。2000年頃には、岐阜駅前の商業施設「アクティブG」や淡水魚の水族館「アクア・トトぎふ」の立ち上げに尽力した。県庁退職後は県土地開発公社などで理事長を務めた。
2012年、県知事の古田肇からJリーグ・FC岐阜の社長就任の要請を受け、経営悪化の責任を取り辞任した今西和男の後任として9月1日付で代表取締役社長に就任。
2014年4月に恩田聖敬に代わる形で社長を退任し、代表権のない会長となる。